# روبن بورنس
روبن بورنس هو لاعب هوكي الجليد كندي، ولد في 27 أغسطس 1946 في مونتريال في كندا.

## وصلات خارجية
- روبن بورنس على موقع دوري الهوكي الوطني (الإنجليزية)
- روبن بورنس على موقع قاعة مشاهير الهوكي (لاعب أن.إتش.أل) (الإنجليزية)
- روبن بورنس على موقع EliteProspects.com (الإنجليزية)
- روبن بورنس على موقع HockeyDB.com (الإنجليزية)
- روبن بورنس على موقع Hockey-Reference.com (الإنجليزية)